# Erik Fritzon
Erik Johnny Fritzon, född 25 augusti 1981 i Hjo, är en svensk före detta handbollsspelare och handbollstränare. Han är högerhänt och spelade i anfall som mittsexa.

## Karriär
Under hela Erik Fritzons seniorkarriär representerade han IK Sävehof i högsta serien, Elitserien. Fritzon kom som B-pojke till IK Sävehof. Han var lagkapten för laget när de tog sin första titel. Han spelade även elva landskamper för Sveriges landslag, samtliga under 2006. Trots stora framgångar i klubblaget fick han aldrig chansen att etablera sig i landslaget.
Erik Fritzon var en mycket tongivande spelare för IK Sävehof under hela klubbens framgångsrika tid under 2000-talet och början av 2010-talet. Medan Jonas Larholm och Kim Andersson lämnade klubben för proffskarriärer, stannade Erik Fritzon kvar i klubben och fortsatte producera många mål.
2012 avslutade han spelarkarriären. Under 13 säsonger gjorde han 1 367 mål i grundserien, Med grundserie- och slutspelsmatcher sammanräknade gjorde han totalt 1 808 mål.

## Privatliv
Erik Fritzon är sambo med handbollsspelaren Frida Toveby.

## Meriter
- Fem SM-guld (2004, 2005, 2010, 2011 och 2012) med IK Sävehof